# Орфанска река
Орфанската река (на гръцки: Ορφανόλακκος, Орфанолакос, в превод Орфанска река) е река в Правищко, Южна Македония, Гърция.
Реката извира в южната част на Кушница (Пангео), южно под връх Чауш геран (1126,5 m) под името Чинар дере (от 1969 година Платанорема). Тече в южна посока, а след като напусне планината и мине покрай село Сърли (Кокинохори), завива на югозапад. Приема десния си приток Ментешели, идващ от едноименното бивше село Ментешели и левия си Циганли дере (от 1969 година Ватирема). След това приема десния си приток Арап дере (Арапис Рема), при село Орфано завива право на юг и се влива в Бяло море в местността Тулумба.